# Ropinirol
El ropinirol es un fármaco agonista de la dopamina no derivado de la ergolina que se utiliza en el tratamiento de la enfermedad de Parkinson. El ropinirol es también uno de los dos fármacos aprobados por la Administración de Alimentos y Medicamentos de Estados Unidos para el tratamiento del síndrome de piernas inquietas (SPI), siendo el otro el pramipexol. El descubrimiento de la utilidad de este fármaco en el síndrome de piernas inquietas ha sido un ejemplo exitoso de reutilización de fármacos.
La patente del Ropinirol expiró en mayo de 2008, y el medicamento ya está disponible en forma de genérico.

## Dosificación
Ropinirol está disponible en varias preparaciones, que van desde tabletas de 0,25 mg hasta comprimidos de 5 mg. La razón principal para ello es la titulación de la dosis. Esto implica que la persona bajo tratamiento tiene que mantener una comunicación adecuada con el médico de atención primaria para que este ajuste la dosis a las necesidades del paciente.
Para el síndrome de piernas inquietas, la dosis máxima recomendada es de 4 mg por día, de 1 a 3 horas antes de acostarse. Un estudio abierto de 52 semanas de duración tuvo una dosis media de 1,90 mg una vez al día, de 1 a 3 horas antes de acostarse.
Para la enfermedad de Parkinson, la dosis máxima recomendada es de 24 mg al día, tomados en tres dosis separadas repartidas a lo largo del día.

## Farmacología
Ropinirol actúa como agonista de los receptores de dopamina D2, D3 y D4, con mayor afinidad por los D3. Es débilmente activo con los receptores 5-HT2 y los receptores α2. Existen indicios de que prácticamente no tiene afinidad por los receptores 5-HT1, GABA A, el GABA, muscarínicos, α1 y receptores β-adrenérgicos.
Ropinirol se metaboliza principalmente mediante el citocromo P450 CYP1A2. En dosis superiores a las clínicas también se metaboliza mediante el CYP3A4. En dosis superiores a 24 mg, puede producirse la inhibición de CYP2D6, aunque esto sólo se ha probado in vitro.

## Efectos secundarios
Ropinirol puede causar náuseas, mareos, alucinaciones, hipotensión ortostática y ataques súbitos de sueño durante el día. Otros efectos secundarios más raros e inusuales, específicos para los agonistas preferentes de los D3 como el ropinirol y pramipexol pueden incluir hipersexualidad y ludopatía, incluso en pacientes sin antecedentes de estas conductas.